# Dobay József (altábornagy)
Dobay József (Erzsébetváros, 1820. április 16. – Pétermező, 1898. június 22.) honvéd ezredes, a Magyar Királyi Honvédség altábornagya.
Tizenegy éves korától a bécsújhelyi Theresianum Katonai Akadémián végezte tanulmányait, majd 1837-ben zászlósi rangban lépett a császári hadsereg 15. (2. székely) határőr gyalogezredébe.
1848-ban főhadnagyi rangban még ennél az alakulatnál szolgált és egy zászlóaljjal a Délvidékre, a szerb felkelők ellen harcoló csapatokhoz vezényelték. Szeptember végétől átkerült a dél-dunántúli hadszíntérre, és részt vett a Jellasics elleni hadjáratban. A schwechati csatában a magyar csapatok jobb szárnyán harcolt és szerepe volt Mannswörth falu bevételében. A csata után teljesítményéért századossá léptették elő. 1848 novemberében közreműködött a 31. honvédzászlóalj felállításában, majd annak parancsnokává nevezték ki. Decemberben őrnagyi rangban átkerült az újjászerveződő erdélyi sereghez, és alakulatával részt vett Bem vezérőrnagy erdélyi hadjáratában. Különösen  kitűnt 1849. január 21-én, Nagyszeben első ostromakor, amikor zászlóaljával a visszavonulást fedezte. Részt vett a piski ütközetben, majd közreműködött a Borgói-szoroson át ismételten betört Karl von Urban kiverésében, majd a szoros védelmére hátrahagyott dandárban szolgált. Májustól alezredesi rangban a besztercei dandár, majd az abból létrehozott mintegy hétezer fős besztercei hadosztály parancsnoka lett.
Június 21-én és 22-én a Borgói-szorosnál súlyos harcokat vívott Grotenhjelm altábornagy orosz hadosztálya ellen, ezután feladta Besztercét és harc nélkül Désig vonult vissza. Az indokolatlan visszavonulás miatt Bem leváltotta, és személyesen vette át a hadosztály parancsnokságát. Dobay ezután kiválóan harcolt a Beszterce környéki harcokban, ezért Bem ezredessé léptette elő és kinevezte a „Ríkai különítmény” – a Székelyföldet a Ríka-folyó felől védő különítmény – parancsnokának. Alakulatával július 30-án, a kőhalmi ütközetben súlyos vereséget szenvedett Dyck vezérőrnagy orosz csapataitól, majd dandárja maradékával Kolozsvárt csatlakozott Kazinczy Lajos hadosztályához. Az augusztus 25-i zsibói fegyverletételkor esett fogságba.
November közepén az aradi haditörvényszék golyó általi halálra ítélte. Az ítéletet később hét év várfogságra változtatták. Büntetését az olmützi várbörtönben töltötte. 1852 júniusában kegyelmet kapott. 1869-ben ezredesként belépett az újjászerveződő honvédséghez és a pozsonyi honvédkerület parancsnoka lett. 1875-ben vezérőrnagyi, 1880-ban altábornagyi rangot kapott. 1885-ben nyugdíjazták. Ezután haláláig pétermezői birtokán élt.